# Ujście (województwo lubelskie)
Ujście – wieś sołecka w Polsce położona w województwie lubelskim, w powiecie janowskim, w gminie Janów Lubelski.

## Demografia
W latach 1975–1998 miejscowość należała administracyjnie do województwa tarnobrzeskiego. Według Narodowego Spisu Powszechnego (III 2011 r.) liczyła 163 mieszkańców i była ósmą co do wielkości miejscowością gminy Janów Lubelski.

## Historia
Wieś powstała w lasach ordynackich około 1781 roku Do niedawna zwana Uściem. W I połowie XIX wieku istniała maziarnia i karczma. W latach trzydziestych XIX wieku przeprowadzono regulację gruntów tworząc zwartą zabudowę wsi. W tym czasie wieś zamieszkiwało 198 osób, a z końcem wieku już prawie trzysta.
We wrześniu 1943 roku oddziały NOW-AK „Ojca Jana" i NSZ „Zęba" urządziły udaną zasadzkę rozbijając całkowicie oddział żandarmerii niemieckiej. Podczas bombardowania wsi, 6 maja 1944 roku, zniszczono 6 gospodarstw. Podczas akcji Sturmwind I, 13 czerwca 1944 roku, okupanci spacyfikowali wieś zabijając 28 osób. Spłonęło 22 zabudowań, a ludność częściowo wysiedlono. W 1961 roku powstała jednostka OSP. W latach osiemdziesiątych zbudowano kościół dojazdowy.